# Mécanophilie

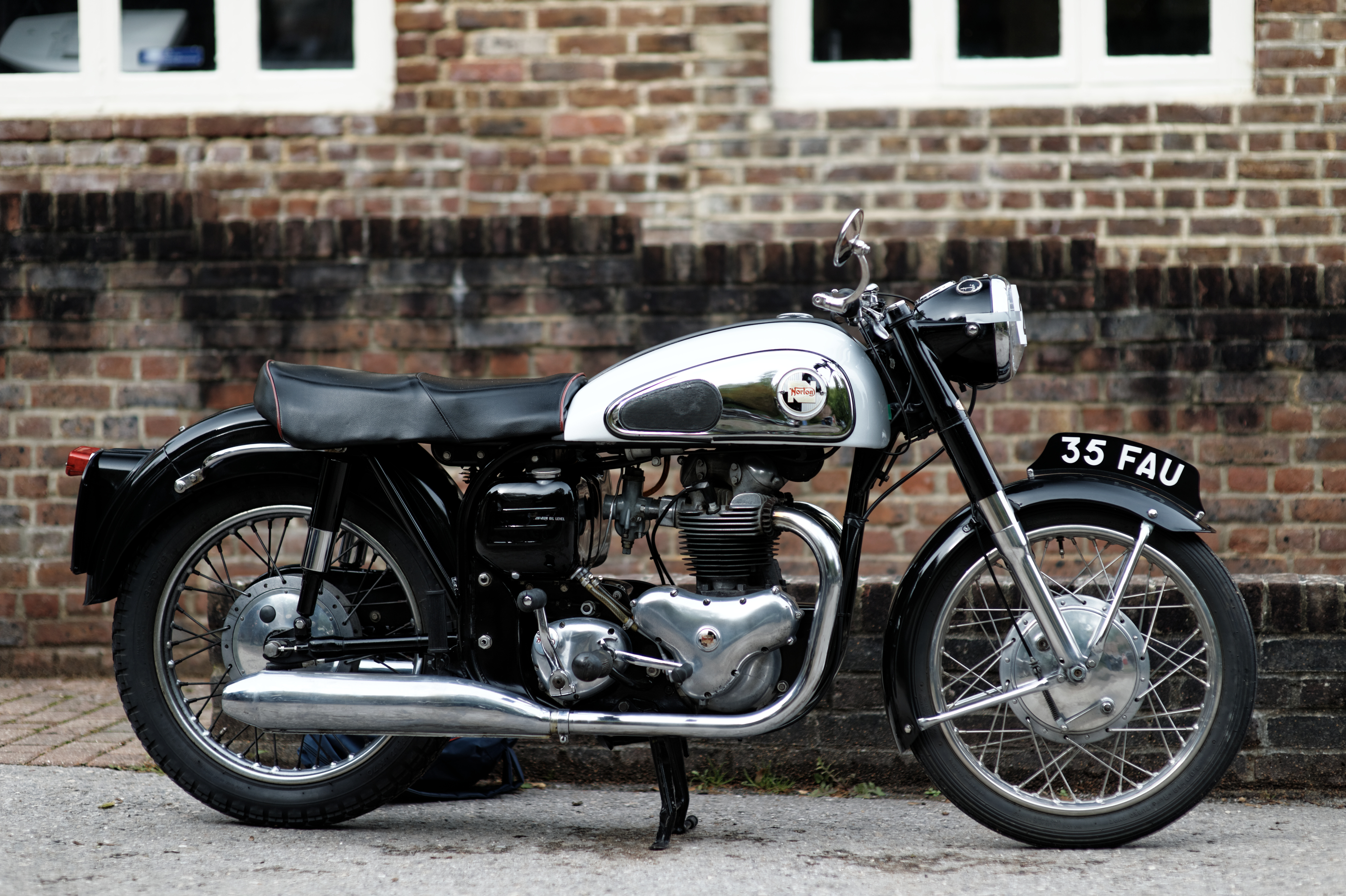
Norton Motorcycle

La mécanophilie (ou mécaphilie) est une paraphilie décrivant une attirance sexuelle (ou juste visuelle) pour les machines telles que les vélos, les véhicules motorisés ou les avions. 